# Cinnamomum citriodorum
Cinnamomum citriodorum är en lagerväxtart som beskrevs av Thw.. Cinnamomum citriodorum ingår i släktet Cinnamomum och familjen lagerväxter. Inga underarter finns listade i Catalogue of Life.